# Pylaemenes borneensis
Pylaemenes borneensis är en insektsart. Pylaemenes borneensis ingår i släktet Pylaemenes och familjen Heteropterygidae.

## Underarter
Arten delas in i följande underarter:
- P. b. sepilokensis
- P. b. borneensis
- P. b. waterstradti